# Anti-Submarine Warfare Unmanned Underwater Vehicle
Le Anti-Submarine Warfare Unmanned Underwater Vehicle (ASWUUV, en français : véhicule sous-marin sans pilote de lutte anti-sous-marine) est un robot sous-marin autonome, développé par la Corée du Sud pour détruire les sous-marins ennemis.

## Concept d’emploi
Depuis longtemps, le développement de robots sous-marins est envisagé, mais le rythme des changements dans la guerre sous-marine s’accélère. À peine un mois après que la Chine a dévoilé son premier grand robot sous-marin, la Corée du Sud est entrée dans la compétition avec un projet encore plus ambitieux : un véhicule sous-marin sans pilote (Unmanned Underwater Vehicle, ou UUV) de chasse aux sous-marins. Le fabricant sud-coréen Hanwha Systems a dévoilé l'Anti-Submarine Warfare Unmanned Underwater Vehicle (ASWUUV) lors d’un salon de défense le 22 octobre 2019.
Une fois entré en service, l’ASWUUV surveillera et suivra les sous-marins ennemis qui pénètrent dans sa zone opérationnelle,. Il est conçu pour rôder dans l’océan, à une profondeur allant jusqu’à 1 000 pieds, à la recherche d’un sous-marin ennemi. Une fois celui-ci détecté, il alertera les forces amies afin que la proie puisse être piégée et détruite.
La Corée du Sud se concentre naturellement sur la lutte anti-sous-marine parce que son ennemi de longue date, la Corée du Nord, possède l’une des plus grandes flottes de sous-marins au monde, avec environ 70 navires. Bien qu’aucun ne soit particulièrement moderne, ils ont démontré à plusieurs reprises leur capacité à nuire. En 2010, un sous-marin de poche nord-coréen est soupçonné d’avoir coulé un navire de guerre sud-coréen avec une torpille. La victime, le ROKS Cheonan (PCC-772), a été brisée en deux, coulant avec la perte de 46 vies. À plusieurs autres occasions, des sous-marins nord-coréens ont été détectés dans les eaux sud-coréennes. Ils sont utilisés pour déposer des agents secrets ou effectuer des reconnaissances. En 1996, un sous-marin nord-coréen s’est échoué sur des rochers au large des côtes sud-coréennes alors qu’il infiltrait des agents. Au cours de la chasse à l’homme de 49 jours qui a suivi, 16 Sud-Coréens sont morts. Tous les membres de l’équipage nord-coréen, sauf deux, sont morts, beaucoup ayant été assassinés par leur propre camp. Deux ans plus tard, un autre sous-marin nord-coréen a eu des ennuis lors d’une mission secrète au large du Sud. Les 9 personnes à bord sont mortes, et encore une fois certaines d’entre elles ont été assassinées par leur propre camp. La Corée du Sud se méfie peut-être aussi de la Chine, qui modernise sa marine à un rythme impressionnant. La Chine dispose d’une flotte de sous-marins de plus en plus puissants.

## Développement
Le développement de l’ASWUUV a commencé en 2017, financé par l’Administration du programme d'acquisition de la défense (DAPA) du ministère de la Défense nationale de la Corée du Sud et sous sa supervision,.
L’ASWUUV a été développé par Hanwha System, conjointement avec l’Administration du programme d'acquisition de la défense. Hanwha System est une des filiales du conglomérat Hanwha Group, qui a récemment acquis la société sud-coréenne Daewoo Shipbuilding & Marine Engineering (DSME) dans le cadre d’une transaction d’une valeur de 21 milliards de wons coréens (plus de 5 milliards de dollars). L’expérience de Hanwha System sur l’ASWUUV bénéficiera à DSME, qui est en discussion avec la marine de la république de Corée concernant le développement de véhicules sous-marins sans pilote (UUV) pour les rôles de combat. La marine sud-coréenne a mis l’accent sur le renforcement de sa force sans pilote, annonçant la création d’une nouvelle flotte sans pilote en octobre et révélant le concept « Navy Sea GHOST » le mois suivant. Le concept Navy Sea GHOST vise à intégrer des systèmes sans pilote dans la structure de combat de la marine de la république de Corée. DSME espère fournir l’UUV de combat décrit dans le concept. Pour la conception du nouveau système, le constructeur naval coopère avec Hanwha System et Hanwha Aerospace.

## Caractéristiques
Les dimensions finales de l’ASWUUV ne sont actuellement pas divulguées par le fabricant. Sur la maquette grandeur nature présentée, ces dimensions étaient indiquées : longueur jusqu’à 10 m, avec une largeur d’environ 1,5 m. L’ASWUUV de 6,5 mètres de long déplace 9 tonnes, ce qui signifie qu’il peut être qualifié d’UUV à grand déplacement. Quelle que soit sa taille, il est peu probable qu’il soit dans la même catégorie que l’UUV extra-large Orca prévu par la marine américaine. Celui-ci aura une longueur d’environ 85 pieds. Mais il est probablement plus grand que les UUV « à grand déplacement » existants de la marine américaine et l’équivalent chinois le plus proche. Peu ou pas d’autres marines ont lancé des projets comparables, et aucune des conceptions n’est optimisée pour la guerre anti-sous-marine comme l’est l’ASWUUV. Le système a une vitesse maximale de 10 nœuds et peut plonger à 300 mètres,.
L’ASWUUV sera un véhicule de haute technologie. Il intègre de nombreux systèmes de pointe, notamment des sonars passifs et actifs, des capteurs acoustiques, une unité de communication. Pour chasser et détecter les sous-marins, il est équipé d’un sonar actif dans le nez et de deux sonars à réseau de flanc. En plus d’un sonar puissant pour écouter les sous-marins ennemis, il sera alimenté par un système innovant de pile à combustible. C’est comme une version miniature de l'Air Independent Power (AIP) trouvée sur certains des sous-marins les plus récents. Cela contraste avec les batteries utilisées sur la plupart des véhicules sous-marins. Ce système de pile à combustible comme source d’énergie lui confère une longue autonomie. Selon une vidéo exposée sur le stand de Hanwha Systems, il pourra atteindre une profondeur maximale de 300 mètres et avoir une endurance de 30 jours.
Dans son concept opérationnel, l’ASWUUV est destiné à être utilisé en conjonction avec des drones de surface navals (en anglais : Unmanned surface vehicle USV), d’autres UUV et d’autres capteurs (sur des navires habités par exemple), ce qui signifie qu’il peut probablement être utilisé pour la guerre anti-sous-marine multistatique.

## Armement
Les fabricants n’ont pas répondu à la question de savoir quelles armes ce drone sous-marin transportera à bord. À cet égard, les experts ont plusieurs versions. La première est que l’ASWUUV est une torpille « intelligente » de haute technologie, qui non seulement détecte indépendamment le sous-marin ennemi, mais tente également de le détruire. Deuxième possibilité : le robot sous-marin sera conçu exclusivement pour la détection de sous-marins, avec le transfert des données à des véhicules anti-sous-marins chargés de détruire la cible. En particulier, la présence d’émetteurs GPS sur le robot sous-marin plaide en faveur de la deuxième option.

## Propulsion
Le constructeur Hanwha System s’est associé à Bumhan Fuel Cell, dont le domaine d’expertise est la technologie des piles à combustible à hydrogène. Lors de l’exposition de défense DX Korea 2022 qui s’est tenue à Séoul, en Corée du Sud, en septembre 2022, Bumhan Fuel Cell a présenté sa technologie de pile à combustible à hydrogène pour l’ASWUUV. Dans une interview accordée à Naval News, le vice-président de Bumhan, Hyun Khil Shin, a déclaré que la société espérait livrer le système à la marine sud-coréenne d’ici la fin des années 2020. Hyun Khil Shin a déclaré : « Ce système de propulsion améliorera considérablement les capacités de l’ASWUUV. L’entreprise a déjà terminé les recherches initiales sur le système. La prochaine phase devant commencer entre 2023 et 2024, nous sommes convaincus que nous pourrons fournir la technologie avant 2030. » Selon Hyun, l’ASWUUV aura une autonomie allant jusqu’à un mois s’il utilise des piles à combustible à hydrogène. Selon Hyun, la société commencera également le développement de piles à combustible à hydrogène plus grandes, pour une utilisation dans de plus grands véhicules sous-marins sans pilote (UUV) plus tard dans l’année. Il a ajouté : « Il est extrêmement difficile d’utiliser des piles à combustible à hydrogène sous l’eau. Bumhan est devenue en 2018 la deuxième entreprise au monde, après Siemens, à maîtriser la technologie requise pour cela, y compris le stockage d’oxygène liquide sous l’eau pour une utilisation sur les sous-marins. Nous prévoyons maintenant d’intégrer la technologie dans plusieurs autres plates-formes. L’ASWUUV mesure environ 7 m de long. Nous voulons être en mesure de propulser des UUV plus grands. » Bumhan déjà est le principal fournisseur du système de propulsion indépendant de l’air (AIP) des sous-marins de classe Dosan Ahn Changho (KSS-III), qui a été déployé pour la première fois en août 2022.

## Présentation au public
Hanwha Systems a dévoilé l’ASWUUV lors du salon de la défense maritime MADEX 2019 à Pusan, en Corée du Sud,,. Une maquette à l’échelle de l’ASWUUV était exposée sur le stand de Hanwha Systems.

## Tests
Lors de l’exposition à Busan, les développeurs Hanwha Systems avaient prévu de commencer les essais en mer au milieu de l’année 2022. L’Agence pour le développement de la défense (ADD) a annoncé le 30 juin 2022 qu’elle avait mené avec succès une « démonstration opérationnelle » de l’ASWUUV au large des côtes de Tongyeong, sur la côte sud de la Corée du Sud. Après avoir été lancé, l’ASWUUV de Hanwha Systems a démontré sa capacité à se déplacer de manière autonome et ses capacités de recherche et des suivi anti-sous-marins,.
Un porte-parole de l’ADD a déclaré : « Le test est très remarquable car nous avons pu démontrer l’efficacité des technologies les plus importantes de la plate-forme. »
Un porte-parole de la marine de la République de Corée (ROKN) a déclaré que l’ASWUUV fait partie intégrante du plan « Révolution de défense nationale 4.0 » du Ministère de la défense nationale, et que la ROKN poursuit la mise au point de systèmes navals habités et non habités dans le cadre du plan. « Une fois que l’ASWUUV sera opérationnel, notre force sous-marine sera en mesure d’étendre ses opérations. En outre, il facilitera la création de la « double structure opérationnelle maritime habitée et sans pilote », un objectif sur lequel la Marine s’est fortement concentrée. Cette double structure opérationnelle changera la donne, et modifiera considérablement le paradigme de la stratégie maritime. Nous continuerons de coopérer avec l’ADD et d’autres organisations connexes pour accélérer l’élaboration de ce cadre. » a déclaré le chef de la division aérienne et sans pilote de la ROKN, le colonel Park Gil-yong.
L’Agence pour le développement de la défense prévoit d’achever en septembre 2022 le développement de trois technologies de base pour l’électrification du véhicule sous-marin sans pilote : le système d'exploitation autonome, le sonar miniature et la pile à combustible à hydrogène,,.